# ファブリオー
ファブリオー（ファブリオ、fabliau, 複数形：fabliaux または fablieaux）は、13世紀頃にフランス北東部でジョングルールによって作られた喜劇的な、一般に匿名の説話のこと。韻文世話話と訳される。ファブリオーのほとんどは下品な内容であり、そのいくつかはジェフリー・チョーサーが『カンタベリー物語』で焼き直している。約150のフランスのファブリオーが現存し、狭義の「ファブリオー」をどう定義するかの拠り所になっている。

## 概略
典型的なファブリオーは、寝取られ夫、強欲な聖職者、愚かな農民に関するものである。農民の地位はファブリオーがどんな観客のために書かれたかによって様々である。貴族のために書かれたらしい詩では農民は愚かで低劣な人間として描写されているのに対して、下層階級のために書かれたものでは農民は聖職者以上に素晴らしい人間として描かれていることが多い。
たとえば『狐物語』（Roman de Renart）や『カンタベリー物語』の中のいくつかのような長詩は1つないし複数のファブリオーをその起源としている。
ファブリオーは散文の短編小説に取って代わられる形で16世紀のはじめに徐々になくなっていった。モリエール、ジャン・ド・ラ・フォンテーヌ、ヴォルテールといった著名なフランス人作家は、その詩のみならず散文作品においても、ファブリオーの伝統に負うところが大きい。

## 例
『L'enfant de neige（雪の赤ちゃん）』の中には、ブラックジョークがある。1人の商人が2年間ぶりに帰宅すると、妻に男の子の赤ちゃんができていた。妻はある雪の日、雪片を飲んだと夫に説明する。夫は奇蹟を信じたふりをして、息子を育てる。息子が15歳になった時、夫はジェノヴァへの出張に息子を連れて行き、その地で息子を奴隷として売る。帰宅した夫は「イタリアの太陽は熱かったので、雪片で生まれた息子は熱で溶けてしまった」と妻に説明する。
他には次のようなものがある。
- La vielle qui graissa la patte de chevalier（騎士の手に油を置く老女）
- Estula
- Le Pauvre Clerc
- Le Couverture partagée
- Le Pretre qui mangea les mûres（クワの実を食べる司祭）
- La crotte（糞）
- Le Chevalier qui fit les cons parler[1]
- チョーサー『カンタベリー物語』の「粉屋の話」